# تطوان (مدريد)
 تطوان حي في مدينة مدريد الإسبانية. سمي نسبة إلى المدينة ذات الاسم نفسه في شمال المغرب، حيث كانت تطوان عاصمة المستعمرة الإسبانية في الشمال.